# Tom Garling
Thomas James „Tom“ Garling (* 1. August 1965 in Danville, Illinois) ist ein US-amerikanischer Jazzposaunist, Arrangeur und Komponist.

## Leben und Wirken
Garling wuchs in Barrington im Bundesstaat Illinois auf; als Kind erhielt er Klavierunterricht durch seine Mutter. An der Highschool spielte er Posaune und gehörte zwei Jahre der Illinois All-State Jazz Band an; außerdem spielte er als Keyboarder Rockmusik in lokalen Clubs. Er studierte Arrangement und Komposition an Berklee College of Music (1983–1985), anschließend ging er ein Jahr bei Buddy Rich auf Tournee. Ab 1987 studierte er an der University of Miami, wo er den Bachelor in Jazz Performance und den Master in Jazz-Komposition und Arrangement erwarb. Daneben arbeitete er u. a. mit Frank Sinatra, Tony Bennett, Dizzy Gillespie, Chick Corea, Pat Metheny und Randy Brecker.
Nach seiner Graduierung unterrichtete er ein Jahr an der Hochschule, bevor er Mitglied der Maynard Ferguson Big Bop Nouveau Band wurde und sechs Jahre als musikalischer Leiter und Posaunist fungierte. Unter eigenem Namen spielte er 1996 das Album Maynard Ferguson Presents Tom Garling ein, außerdem wirkte er als Musiker bzw. Co-Produzent an zahlreichen Ferguson-Produktionen mit wie These Cats Can Swing (1994), One more Trip to Birdland (1996) oder Brass Attitude (1998). Er nahm auch mit Frank Mantooth (Persevere 1989, Dangerous Precedent 1991, Sophisticated Lady 1994, und A Miracle 1999) auf. Als Arrangeur arbeitete er mit Liza Minnelli, Tito Puente, Michael Feinstein und Diane Schuur. 2004 entstand unter eigenem Namen das Album Campin' Out. Sein Posaunenkonzert Parts of the Sum of One wurde 2009 in Aarau uraufgeführt.
Garling unterrichtete an der Northern Illinois University und an der Chicagoer Roosevelt University.